# أندلسيون
الْأَنْدَلُسِيّون (بالإسبانيَّة: Andaluces) هم مجموعة إثنية إسبانية تعيش في المنطقة الجنوبية في إسبانيا تقارب ما يسمى الآن الأندلس. تُعرف الأكاديمية الملكية الإسبانية الأندلسية الإسبانية كلهجة متميزة. الثقافة الأندلسية لها جذورها في الثقافات المختلفة التي يسكنها المنطقة على مر القرون الماضية. وقد ساهم التاريخ والجغرافيا إلى حد كبير في ثقافة العصر الحديث والهوية.
يحدد قانون أندلوسيا الخاص بالحكم الذاتي الأندلسيين باعتبارهم المواطنين الأسبان الذين يقيمون في أي من بلديات أندلوسيا، وكذلك أولئك الإسبان الذين يقيمون في الخارج وكان لهم آخر محل إقامة أو أصول في أندلوسيا، وكذلك أحفادهم. منذ إصلاح عام 2007، يحدد النظام الأساسي أيضاً المنطقة على أنها «مواطنة تاريخيَّة» لكن هذا البيان موجود في الديباجة وبالتالي ليس له قيمة قانونيَّة.
يمكن رجوع نشأة الثقافة الأندلسية الحديثة إلى المرحلة الأخيرة من حروب الإسترداد والقرنين الثالث عشر إلى السابع عشر، مما أدى إلى تبني مذهب الرومانية الكاثوليكية بشكل أكبر، وعلى نحو أكثر تحديداً التفاني لمريم العذراء، وإلى الديانات الأخرى التي كانت موجودة في المنطقة خلال السبعة أو الثمانية قرون السابقة (لا سيَّما الإسلام السني واليهودية السفارديَّة). كما تزامن مع وصول شعب الروما أو الغجر في منتصف القرن الخامس عشر، والذين ساهموا أيضاً في ثقافة الأندلس الحديثة. إن الدرجة التي يعتبر فيها التاريخ الإسلامي الطويل في المنطقة مركزياً في التفرد الحديث للأندلس هو أمر مثير للجدل، وهو إلى حد كبير مسألة أيديولوجية، خاصةً بالنظر إلى الأندلس، والتي استقر فيها بشكل كبير كل من القشتاليين والليونيين وغيرهم من القادمين من المناطق الوسطى والشمالية لإسبانيا.
استقطب بلاس إنفانتي، مبتكر القومية والوطنية الأندلسية، بشكل كبير كل من التراث الإسلامي واللاتيني الكاثوليكي واليهودي كعناصر محددة للهوية الأندلسيَّة. ومع ذلك، تعمل الأشكال الكاثوليكية المحلية كأداة رئيسية للتماسك الثقافي الأندلسي والهوية الأندلسية. حاليًا الكاثوليكية هي إلى حد بعيد، أكبر دين في منطقة الأندلس. في عام 2015 كانت نسبة الأندلسيين الذين يعرفون أنفسهم بأنهم رومان كاثوليك حوالي 79%. وتُعرف الأندلس أحيانًا باسم «أرض مريم المقدسة».
تتميز الأندلس بمجموعة واسعة من العادات الاجتماعية، التي تعود جذور البعض منها إلى التقاليد الإسلامية التي دُمجت في ثقافة المنطقة التي كانت الخاضعة للحكم الإسلامي. ولكل منطقة فرعيَّة في الأندلس عاداتها الفريدة التي تمثل مزيجًا من الكاثوليكية والفولكلور المحلي. وطورّت جميع مناطق الأندلس المختلفة عاداتها المميزة، ولكن جميعها تربطها علاقة بالكاثوليكية وثقافتها والماضي الثقافي الإسلامي في المنطقة.
توجد فجوة ثقافية بين ما يُعرف باسم «الأندلسية العاليا» (ما كان يُعرف باسم مملكة غرناطة) والأندلسية السفلى (الوادي الكبير المكتظ بالسكان). وتوجد اختلافات كبيرة بين الثقافة واللهجات بين جميع المقاطعات الثمانية في أندلوسيا، ولكن الفرق الأوسع هو بين هاتين المنطقتين. يشكو بعض الأندلسيين من الأندلس العليا (ولا سيَّما في غرناطة وألمرية) من أنه منذ بداية الديمقراطية والحكم الذاتي للأندلس في عام 1981، تركزت السلطة السياسيَّة الأندلسيَّة بشكل كبير حول إشبيلية، ونتيجة لذلك، تم بناء الثقافة والهوية الأندلسيَّة حول هذه المنطقة، وتم تجاهل الثقافة والتقاليد الفريدة لأجزاء أخرى من الأندلس. وقد تم إجراء دعوات من أجل الاستقلال الذاتي لشرقي الأندلس منذ ظهور الديمقراطية، إلا أنها لم تجذب أبداً الدعم الكافي. يُعد المسيحيين الإسبان في سبتة ومليلية جزء من الشعب الأندلسي، بسبب الخصائص الثقافية واللغوية المشابهة لتلك في الأندلس.
يتمتع الأندلسيون بثقافة غنية تشمل مواكب أسبوع الآلام وأسلوب موسيقى الفلامنكو والرقص والمطبخ.

## الموقع الجغرافي والسكان.[7]
يعيش أغلب الأندلسيون في ثمان مقاطعات جنوبي إسبانيا وهي: الميريا، وقادس، وقرطبة، وغرناطة، وولبة، وخاين، وملقا وإشبيلية. وجميعهم يتبعون منطقة الأندلس ذات الحكم الذاتي. في 2017 سجل عدد سكان هذة المنطقة بحوالي 8.3 مليون نسمة.
 ونسبة نمو عدد السكان فيها أقل من أي مكان آخر في إسباني.ا بين عامي 1951 وحتى 1975 هاجر 1.7 مليون أندلسي إلى أماكن أخرى في إسبانيا. مما يمثل 24% من عدد سكان الأندلس. معظمهم ذهبوا إلى كتالونيا (حوالي 989,256 نسمة) وهاجر حوالي 330,479 نسمة إلى مدريد والبقية إلى فالنسيا والباسك.
وبسبب الأوضاع الاقتصادية، هاجر 700,000 أندلسي إلى الخارج وأكثريتهم من غرناطة، وكانت أعمارهم بين الـ15 و 44 سنة. والأكثرية توجهت إلى فرنسا، وألمانيا الغربية وسويسرا.
تتوزع معظم هذه العائلات في بلاد المغرب الأقصى وخصوصا مدن فاس والرباط وسلا وتطوان وشفشاون، وأشهرها بفاس عائلة العبدلاوي معن وبنسودة والفهري والسراج وبالرباط عائلة بلافريج وبركاش ولوباريس وبسلا عائلة فنيش وزنيبر وعواد.